# Mùa xuân nhớ Bác
"Mùa xuân nhớ Bác" là một bài thơ của nữ sinh viên Trường Đại học Tổng hợp Hà Nội Phạm Thị Xuân Khải, được đăng lần đầu trên báo Tiền Phong ngày 25 tháng 3 năm 1986 và đăng lại lần hai vào ngày 28 tháng 3 năm 2006. Bài thơ ra đời với bối cảnh sắp diễn ra Đại hội Đảng Cộng sản Việt Nam VI và kinh tế Việt Nam đang kiệt quệ trong thời bao cấp.
Thời điểm đó, tác giả bài thơ được đông đảo độc giả trong nước ủng hộ, trong khi một số chính khách và học giả bảo thủ cáo buộc tội danh phản động. Nữ sinh viên được Lê Đức Thọ, Phạm Văn Đồng, Võ Nguyên Giáp động viên giúp đỡ trong thời gian khó khăn tại Hà Nội khi đó và góp phần thúc đẩy quốc gia này hướng đến Đổi Mới. Cùng thời gian hưởng ứng bài thơ "Mùa xuân nhớ Bác" khi đó, một người đàn ông tại Hà Tuyên bị giam giữ oan sai 49 ngày với cáo buộc "chống phá chế độ" do sáng tác bài thơ "Gửi em" phản ánh tiêu cực của cơ quan.

## Hoàn cảnh ra đời
Tháng 7 năm 1959, Phạm Thị Xuân Khải cùng gia đình đi thăm ông nội ở trại an dưỡng II tại Sầm Sơn (Thanh Hóa), Chủ tịch Hồ Chí Minh thời điểm đó đến thăm các cụ cao niên miền Nam đang an dưỡng tại đây. Hồ Chí Minh có ghé thăm gia đình Xuân Khải, khi nhìn thấy mâm rau sống thì nói "rau sống cháu rửa có sạch không? Nếu không rửa sạch sẽ có giun và dễ bị đau bụng", bế em trai Xuân Khải rồi nói tiếp "cháu phải học giỏi và ngoan nhé". Năm 1963, Phạm Thị Xuân Khải từ Hải Phòng về Hà Nội, sau được Hồ Chí Minh tiếp đón trong Phủ Chủ tịch cùng với khu Đoàn Ba Đình. Phạm Thị Xuân Khải sinh năm 1947 tại huyện Hoài Nhơn thuộc tỉnh Bình Định, được tập kết ra miền Bắc lúc tám tuổi và sau này học Trường Trung học cơ sở Chu Văn An, tham gia chiến trường B từ năm 1974, quay lại học Trường Đại học Tổng hợp Hà Nội vào năm 1986. Phạm Chấn Hưng — bố Xuân Khải và đương giữ chức Vụ phó Vụ Miền Nam tại Ban Tổ chức Trung ương Đảng Cộng sản Việt Nam — đã trả lại nhà công vụ tại Hà Nội và trở về Bình Định an hưởng tuổi già. Phạm Chấn Thiện — em trai Phạm Thị Xuân Khải và là bộ đội — tử chiến tại chiến trường miền Nam trong Chiến tranh Việt Nam. Phạm Chấn Hoàng — em trai Phạm Thị Xuân Khải và công tác tại Bộ Công an — tử nạn khi tình nguyện vào chiến trường Tây Ninh để bảo vệ Trung ương Cục miền Nam. Năm 1978, Đặng Bích Hà — vợ Đại tướng Võ Nguyên Giáp— vào Nghĩa Bình nghiên cứu lịch sử văn hóa Sa Huỳnh, Phạm Thị Xuân Khải (khi đó là biên tập viên của Sở Văn hóa Thông tin Nghĩa Bình) đã hỗ trợ Đặng Bích Hà.
Võ Nguyên Giáp vào năm 2006 nhận xét thập niên 1980 tại Việt Nam khi đó "là thời kỳ của tư tưởng bảo thủ, tả khuynh, thời kỳ ngăn sông cấm chợ. Tư tưởng đổi mới ra đời thực sự khó khăn. Đấu tranh cho cái mới ra đời luôn gian nan", đồng thời đánh giá cao vai trò của cố Tổng Bí thư Trường Chinh trong quá trình hình thành tư tưởng Đổi Mới. Thập niên 1980, kinh tế quốc gia tuột dốc, người dân đói ăn; bữa cơm vẫn độn sắn–khoai–bo bo–mì hột, nhiều gia đình chạy ăn từng bữa. Nhà thơ Nguyễn Duy khi đó nuôi lợn trên tầng ba và cay đắng viết "nâng con lợn lên ngang tầm thời đại". Nông dân mùa màng thất bát và không đủ nộp thuế, công chức nhà nước sống cảnh bao cấp ngặt nghèo; trong khi một số công chức lại vụ lợi khiến nhân tâm ly tán. Giai đoạn này nhiều người Việt cho rằng chiến thắng Hoa Kỳ thì làm được mọi thứ, nhiều chính sách duy ý chí khiến kinh tế quốc gia tuột dốc, tư cách đạo đức và lối sống của một số công chức vụ lợi khiến người dân giảm lòng tin với Đảng Cộng sản Việt Nam.

## Sáng tác
Đêm mùng bốn Tết Bính Dần, Phạm Thị Xuân Khải nghe Đài Tiếng nói Việt Nam phát thanh bài hát Đường chúng ta đi. Ngay lập tức, nữ sinh viên sáng tác bài thơ vào lúc hai giờ sáng sau khi đọc bài thơ "Lẽ sống" của Lê Đức Thọ và bài thơ "Đọc thơ anh" của Hồ Thiện Ngôn. Tác giả sau này khẳng định "không nhằm họa theo" bài thơ của Lê Đức Thọ và muốn bày tỏ "những suy nghĩ khát vọng" của thế hệ trẻ Việt Nam. Phạm Thị Xuân Khải cho biết các câu thơ nhiều lần nhắc đến từ "Bác" do "có những kỷ niệm sâu sắc về những lần được gặp Bác Hồ". Tác giả cho biết chủ định chọn thời điểm phát hành bài thơ, tính toán cân nhắc kỹ cách ghi địa chỉ tác giả, gia đình vẫn chưa biết nữ sinh viên là tác giả sau khi bài thơ đã phát hành được vài tuần. Nữ sinh viên khi đó đặt nhiều hy vọng vào Đại hội Đảng Cộng sản Việt Nam VI sắp diễn ra, đồng thời lo lắng về tình hình kinh tế quốc gia trượt dốc, hy vọng về sự Đổi Mới toàn diện.

## Phát hành
Phạm Thị Xuân Khải gửi bài thơ tới Trưởng Ban Tổ chức Trung ương Đảng Cộng sản Việt Nam Lê Đức Thọ vì nghĩ rằng "không có Tổng Biên tập nào vào thời điểm đó đơn phương dám duyệt đăng bài thơ". Tác giả sau này giải thích việc gửi thơ đến Lê Đức Thọ vì cho rằng các vấn đề tiêu cực xảy ra do việc sử dụng người chưa hợp lý, trong khi chính khách này đang phụ trách tổ chức nhân sự của Đảng Cộng sản Việt Nam. Lê Đức Thọ khi đó chỉ thị "nói với báo Tiền Phong thẩm định kỹ về tác giả và động cơ sáng tác. Nếu cô ấy là người tốt thì đăng bài thơ", thư ký Lưu Văn Lợi cũng cho rằng "bài thơ là tiếng nói của thanh niên có tư duy đổi mới với dũng cảm nói thẳng". Ngày 11 tháng 3 năm 1986, nhân dịp kỷ niệm 55 năm thành lập Đoàn Thanh niên Cộng sản Hồ Chí Minh và hướng tới Đại hội Đảng Cộng sản Việt Nam VI, Bí thư thứ nhất Trung ương Đoàn Thanh niên Cộng sản Hồ Chí Minh Vũ Mão nhận được thư của Lưu Văn Lợi—thư ký dưới quyền Lê Đức Thọ—đề nghị đăng bài thơ "Mùa Xuân nhớ Bác" của nữ sinh viên năm hai khóa Văn thuộc Trường Đại học Tổng hợp Hà Nội Phạm Thị Xuân Khải. Tổng Biên tập báo Tiền Phong Đinh Văn Nam cử nhà báo Lê Văn Ba về trường tìm hiểu nhân thân và nói chuyện trực tiếp với nữ sinh viên, Lê Văn Ba cảm thấy rất tin tưởng tác giả bài thơ. Theo điều tra, nữ sinh viên lớn lên trong một gia đình có truyền thống quân nhân, từng xung phong đến chiến trường B trong thời kỳ Chiến tranh Việt Nam khoảng mười năm. Trong thời điểm điều tra, hiệu trưởng Trường Đại học Tổng hợp Hà Nội khen bài thơ, trong khi Bí thư Đảng ủy Khoa Ngữ văn trường này cho rằng bài thơ có những câu dễ gây kích động. Đinh Văn Nam phân công các nhà báo trong toà soạn tìm hiểu dư luận, Lê Văn Ba tìm hiểu tác giả tại Trường Đại học Tổng hợp Hà Nội, Trưởng ban Văn hóa văn nghệ Đăng Trung tiếp nhận ý kiến bạn đọc, Dương Xuân Nam đi họp giao ban thường kỳ giữa Ban Chấp hành Trung ương Đoàn Thanh niên Cộng sản Hồ Chí Minh với Ban Tuyên giáo Trung ương Đảng Cộng sản Việt Nam.
Phạm Thị Xuân Khải nói trên báo Tiền Phong vào ngày 22 tháng 3 năm 2006.
Trưởng ban Biên tập báo Tiền Phong Lê Văn Ba cho biết bài thơ đăng trên báo đã bị lược bỏ năm câu với sự thống nhất của tác giả và thư ký Lưu Văn Lợi. Ngày 25 tháng 3 năm 1986 (sau Tết Bính Dần), bài thơ được in trên báo Tiền Phong trong số báo đặc biệt kỷ niệm ngày thành lập Đoàn Thanh niên Cộng sản Hồ Chí Minh. Phạm Thị Xuân Khải bất ngờ khi bài thơ được đăng trong bối cảnh "bảo thủ trì trệ cản trở sự đi lên của đất nước". Xuân Khải bộc bạch "nếu tình huống xấu nhất xảy ra là bị bắt giam thì tôi sẽ kiên trì chờ đợi, làm sáng tỏ chân lý lẽ phải. Tôi tin vào nhân dân, vào Đảng và tin vào chính mình". Bài thơ "Mùa xuân nhớ Bác" được báo Tiền Phong đăng lại vào ngày 28 tháng 3 năm 2006, phần đầu thư ghi đề tặng Lê Đức Thọ (tác giả bài thơ "Lẽ sống") và Hồ Thiện Ngôn (tác giả bài thơ “Đọc thơ anh”). Ngày 17 tháng 6 năm 2006 tại Hà Nội, tại gian trưng bày Nhìn lại văn nghệ thời bao cấp của triển lãm "Cuộc sống Hà Nội thời bao cấp", các hiện vật liên quan đến bài thơ "Mùa xuân nhớ Bác" được giới thiệu với công chúng. Năm 2020, cựu Tổng Biên tập báo Tiền phong Dương Xuân Nam nói rằng "những câu thơ như vậy được đăng trên báo vào thời điểm năm 1986 giống như một quả bom phát nổ."

## Đón nhận

### Gia đình nhà thơ
Người thân trong gia đình khi đó trách móc "đi học thì lo học, thơ văn làm gì chỉ tổ sinh chuyện". Sau này, Nguyễn Phạm Thiên Thu — con gái thứ hai của Phạm Thị Xuân Khải — gửi thư điện tử từ Đức viết rằng "nhiều khi con tự hỏi nếu con ở vị trí má thì có làm được như má không? Con không biết bao giờ mới có được bản lĩnh như má".

### Xã hội
Đoàn Minh Tuấn — một người bán báo — cho biết ngày 25 tháng 3 năm 1986, độc giả tranh nhau mua báo Tiền Phong bất chấp giá tăng từ 4 đồng lên đến tận 120 đồng, mục đích chỉ để đọc được bài thơ "Mùa xuân nhớ Bác". Nhiều người tại Việt Nam sẵn sàng dùng vài tháng lương để mua được tờ báo đăng bài thơ, người dân Hải Dương và Hải Phòng cùng với những vùng lân cận có phong trào chép tay bài thơ. Ngoài sự ủng hộ từ đông đảo độc giả về tinh thần dũng cảm của báo Tiền Phong và tác giả, sự phản đối giận dữ ở một số nơi và từ một số người với những cáo buộc về "bôi xấu chế độ". Không ít người đã đến Trường Đại học Tổng hợp Hà Nội để xin lý lịch Phạm Thị Xuân Khải. Một số nhóm người khác nhau đến rủ Phạm Thị Xuân Khải vượt biên với lý lẽ "tránh tai họa bị trù dập đối với tác giả" nhưng nữ sinh viên từ chối. Thành đoàn Hà Nội chỉ thị đoàn thanh niên Nhà máy dệt 8-3 xóa bài thơ viết trên bảng đen, một thông báo ngăn cấm các nơi tổ chức hội thảo.
Từ ngày 26 tháng 3 đến ngày 20 tháng 4 năm 1986 (26 ngày sau khi bài thơ phát hành), 100 trong tổng số 116 thư và thơ viết tay ủng hộ (chiếm 88%), ba thư tố cáo thêm tiêu cực tại địa phương, 8 thư muốn điều chỉnh hoặc chưa đồng tình, chỉ có 8 ý kiến cáo buộc bài thơ có ý đồ xấu (chiếm 6%). Do máy photocopy còn hiếm và máy đánh chữ rất phổ biến, báo Tiền Phong bán cháy hàng trở thành hiện tượng hiếm trong giới báo chí Việt Nam khi đó, nhiều người đọc chấp nhận mua lại bài báo với giá cao hoặc chép tay học thuộc. Các công chức đương nhiệm, cán bộ nghỉ hưu, công nhân xí nghiệp, bộ đội, sinh viên, học sinh phổ thông đều quan tâm đến bài thơ. Sau khi bài thơ được đăng báo, nhiều người từ nông thôn và miền núi cũng như vùng mỏ đã đến ký túc xá Trường Đại học Tổng hợp Hà Nội thăm Phạm Thị Xuân Khải, thậm chí có người vừa gặp mặt đã khóc, hầu hết họ chia sẻ việc bị trù dập hoặc ngao ngán thực trạng xã hội. Một lần nữ sinh viên nhập bệnh viện E do ốm, được nguyên Chính ủy Trung đoàn tăng thiết giáp Quân khu 5 nhận ra, bác sĩ khoa Nghề nghiệp – Bệnh viện E chăm sóc tận tình, nhiều người đọc đến thăm òa khóc khi gặp mặt. Một số công chức cấp cao hưu trí nói rằng "nỗi bức xúc thực trạng đạo đức cán bộ lãnh đạo lúc ấy, tác giả bài thơ phải kêu tới vong linh Bác Hồ để Làm ánh mặt trời xua tan hết mây – Trừ thói đời làm dân oán trách, nay vẫn đang là chuyện thời sự nóng trong bối cảnh quốc nạn tham nhũng". Ngày 3 tháng 4 năm 2006, tiến sĩ kiêm phó Vụ trưởng Ngân hàng Nhà nước Việt Nam Nguyễn Đạt Lai đã gửi một bài thơ có tựa đề "Tâm sự tuổi thanh xuân" trên báo Tiền Phong để tri ân đến Phạm Thị Xuân Khải.

### Truyền thông
Tiền Phong nhận xét "bài thơ hàm chứa nhiều nội dung gai góc trong thời kỳ đất nước bước vào giai đoạn tiền Đổi Mới, được ví như quả bom nổ giữa lòng Hà Nội và xung chấn của nó lan toả khắp cả nước". Một người đọc gửi đến báo Tuổi Trẻ bài thơ "Mùa xuân nhớ Bác" của Phạm Thị Xuân Khải, Tuổi Trẻ bình luận "hôm nay có thêm bạn trẻ như Xuân Khải day dứt vì mình chưa làm được những điều hằng ước mơ. Cái day dứt ấy đáng quý biết bao. Mùa xuân vẫn luôn là mùa của mơ ước và tuổi trẻ là tuổi để thực hiện mơ ước". Các tờ báo của Ban Chấp hành Trung ương Đảng Cộng sản Việt Nam đã mở mục phê bình và tự phê bình trong nội bộ Đảng Cộng sản Việt Nam và cơ quan hành chính nhà nước. Nguyễn Khắc Phê trên Tiền Phong cho rằng bài thơ nêu những tiêu cực ai cũng thấy và lập tức được hàng ngàn độc giả hưởng ứng là vì "người dân chưa ý thức được quyền dân chủ, quyền tự do ngôn luận đã được Hiến pháp quy định, hoặc vì sợ hãi một thế lực nào đó nên không dám bày tỏ chính kiến, hoặc cũng có thể người dân đã nêu ý kiến nhưng các tòa báo sợ mang vạ nên không dám đăng."
Hà Nguyễn trên báo Đầu tư bộc bạch "khi đã có Nguyễn Văn Linh, có "Mùa Xuân nhớ Bác" thì không khí Đổi Mới đã hừng hực lắm rồi. Đâu đâu người ta cũng nói về chuyện nói thẳng, nói thật. Đến nỗi, lũ trẻ chúng tôi, nào đã biết gì, vậy mà cũng truyền tay nhau những tờ báo đã mềm oặt, xỉn màu vì quá cũ để đọc bài thơ của Phạm Thị Xuân Khải." Nguyễn Sĩ Đại trên báo Nhân Dân miêu tả bài thơ "như một vụ nổ, châm ngòi cho những vụ nổ khác, phá tan sự im lặng vì rụt rè, sợ hãi và bế tắc về tư tưởng lúc đó". Cũng trên báo Nhân Dân, Hữu Thọ nhận xét "đó là sự kiện báo chí khá nổi bật vào lúc đó vì nó phản ảnh đúng hiện thực, bắt đúng mạch suy nghĩ của nhiều người trong đó có tôi, nhưng trong xã hội lại có những ý kiến khác nhau". Nguyễn Khắc Phê trên tập san Đại học Huế cho rằng bài thơ phản ánh thực trạng "trì trệ của cơ chế cùng những tệ nạn trái hẳn với tư tưởng đạo đức Hồ Chí Minh đã gây bức xúc cho toàn dân; nói cách khác, Đổi Mới là sự đòi hỏi khẩn thiết của thực tế cuộc sống, chứ không phải là sự bất mãn hay thói xoi móc của nhà văn, nhà báo hay của Tổng biên tập nào, càng không phải là do kẻ địch xúi giục nói xấu chế độ". Vân Lam trên báo Đắk Lắk ngợi ca bài thơ là "bông hoa nở trái mùa", "thay lời hàng triệu người lúc bấy giờ" nói lên những cái sai và xói mòn niềm tin về thực trạng khủng hoảng kinh tế xã hội để lãnh đạo Đảng Cộng sản Việt Nam khắc phục trong Đại hội Đảng Cộng sản Việt Nam lần thứ VI.

### Chính khách
Bí thư Thành uỷ Thành phố Hồ Chí Minh Nguyễn Văn Linh và Chủ tịch Ủy ban nhân dân Thành phố Hồ Chí Minh Võ Văn Kiệt ra Hà Nội công tác và tìm mua báo Tiền Phong để đọc bài thơ. Phạm Thị Xuân Khải tặng một tờ báo khi Đại tướng Võ Nguyên Giáp hỏi xin, một người bạn của cô nữ sinh ngỏ ý xin một tờ báo để tặng cho một Viện sĩ khoa học người Nga [đang công tác tại Việt Nam] hứng thú tìm hiểu. Trưởng Ban Tổ chức Trung ương Đảng Cộng sản Việt Nam Lê Đức Thọ nhiều lần làm việc với Phạm Thị Xuân Khải và Tổng Biên tập báo Tiền Phong Đinh Văn Nam, Lưu Văn Lợi — thư ký dưới quyền Lê Đức Thọ — cũng thường xuyên gặp mặt và truyền đạt lại ý kiến chỉ thị. Sau khi nhận được trên 3.000 lá thư do người đọc gửi đến, Phạm Thị Xuân Khải gửi những bức thư đó đến Trung ương để nắm bắt công luận và chuẩn bị cho Đại hội Đảng Cộng sản Việt Nam VI. Một số Bí thư Tỉnh ủy gọi công điện đến Văn phòng Trung ương Đảng Cộng sản Việt Nam với thái độ gay gắt khi cho rằng báo Tiền Phong đăng bài thơ này sẽ "dễ gây kích động". Lê Đức Thọ khuyên Phạm Thị Xuân Khải rằng "cháu ra trường đừng về Nghĩa Bình vội, để tình hình lắng xuống đã". Một số Ủy viên Ban Chấp hành Trung ương Đảng Cộng sản Việt Nam thời điểm đó nổi giận, trong khi cũng có không ít chính khách lên tiếng ủng hộ. Một vị tướng trực thuộc Công an nhân dân Việt Nam tiết lộ cho Lê Văn Ba biết rằng có đề nghị bắt giữ tác giả bài thơ và nhóm nhà báo của Tiền Phong.
Bác đã nhận được bức thư tâm sự của cháu.

Bức thư đó làm cho Bác hiểu cháu nhiều, từ đó Bác có mấy gợi ý với cháu: Việc gì đã qua và có thể cho qua được thì nên cho qua để làm những việc cần làm: Đối với cháu là học và hoạt động trong hoàn cảnh người sinh viên. Bác khuyên cháu tập trung thì giờ học tốt ngành văn, sau này không bao giờ cháu có thì giờ và cơ hội như bây giờ để học và học tốt, điều chủ yếu là đọc nhiều và suy nghĩ nhiều, cháu cần đọc hết (!) những tác phẩm lớn của nước ta và những tác phẩm lớn nhất của văn học thế giới.

—Nguyên văn bức thư phúc đáp mà Thủ tướng Phạm Văn Đồng gửi nữ sinh Xuân Khải.
Nhiều giáo sư, tiến sĩ nghiên cứu về chính trị–triết học cùng với công chức cao cấp ở một số cơ quan Trung ương và Hà Nội đến phòng ký túc xá thể hiện quan điểm không tán thành hoặc phản đối gay gắt nội dung bài thơ. Tại phòng ký túc xá, nhiều cáo buộc phản động, chống Đảng Cộng sản Việt Nam, chống chủ nghĩa xã hội, cấu kết lật đổ; thậm chí có người đòi treo cổ tác giả. Một lãnh đạo tỉnh Nghĩa Bình tại cuộc họp ở Văn phòng Ủy ban nhân dân tỉnh đập bàn quát "Ai nuôi nó đi học? Đi học để làm gì? Đi học như thế chỉ uổng cơm của nhân dân". Một chính khách Thường vụ Thành ủy Thành phố Hồ Chí Minh gọi điện chúc mừng Nghĩa Bình khi có "người con dũng cảm", một người ở tỉnh này đáp lại "đấy là chuyện của cá nhân cô ấy". Ngược lại, các công chức hưu trí và đương chức tại tỉnh Nghĩa Bình ủng hộ, tự hào. Một chính khách từ Nghĩa Bình ra Hà Nội công tác, khi gặp Xuân Khải thì nói "người ta đang dọn tiệc chờ chị ở quê đấy". Ngày 16 tháng 7 năm 1986 tại tư gia số 30 Hoàng Diệu thuộc thành phố Hà Nội, Võ Nguyên Giáp khi đó khuyên bảo "dù trong hoàn cảnh nào, khó khăn đến mấy cháu cũng cần học cho tốt nhé. Khó khăn thì nhờ thầy bạn giúp đỡ, nói với các bác giúp đỡ, giữ sức khỏe, giữ tinh thần tốt. Không nên lo lắng quá và nhất định không được bỏ học giữa chừng; Dĩ bất biến, ứng vạn biến cháu ạ". Thủ tướng Phạm Văn Đồng gửi tin nhắn "Trung ương thấu rồi và đang sửa" đến Phạm Thị Xuân Khải thông qua trợ lý. Xuân Khải hồi đáp lại bằng một bức thư dài, Phạm Văn Đồng gửi một bức thư phúc đáp.
Sau này, cựu Thủ tướng Phạm Văn Đồng gặp lại Phạm Thị Xuân Khải và nói "Bài thơ cháu viết rất hay. Cháu thấy không, như vậy là có Đổi Mới rồi, như vậy là Trung ương thấu rồi, sửa rồi. Bây giờ cháu còn viết được bài nào nữa không?". Tiếp đón Phạm Thị Xuân Khải vào ngày 7 tháng 6 năm 2006, cựu Tổng Bí thư Ban Chấp hành Trung ương Đảng Cộng sản Việt Nam Lê Khả Phiêu nói "Bài thơ nói thẳng, nói thật như thế chắc lúc báo đăng chị phải chịu nhiều sức ép, phải thua thiệt nhiều, những việc này báo đăng nhưng chắc cũng chưa hết? Đảng phải sửa, phải có cơ chế, có biện pháp để sửa chữa để thực sự là đạo đức, là văn minh như Bác Hồ mong muốn. Bác Tô [cố Thủ tướng Phạm Văn Đồng] đã nói với chị rằng Trung ương đã thấu và Trung ương sẽ sửa. Nhưng bây giờ việc này vẫn còn phải sửa, bởi vì nhiều người trẻ tuổi, được đào tạo nhưng nhiều khi vẫn chưa được tuyển dụng, chưa tạo điều kiện để họ phát huy sáng tạo, xây dựng cuộc sống cho bản thân và cống hiến cho đất nước".

## Tác động

### BáoTiền Phong
Số báo vừa phát hành, tòa soạn có chuông điện thoại réo liên hồi, thư người đọc liên tục gửi về, nhiều người trực tiếp đến tòa soạn hỏi về tác giả bài thơ. Trước nhu cầu tìm hiểu về tác giả, Trưởng Ban Tổ chức Trung ương Đảng Cộng sản Việt Nam Lê Đức Thọ tôn trọng quyền biên tập của báo Tiền Phong. Ban Tuyên giáo Trung ương Đảng Cộng sản Việt Nam hai lần phái người xuống yêu cầu Tiền Phong cung cấp năm câu thơ đã cắt bỏ, nhưng Lê Văn Ba từ chối cung cấp. Ước tính khoảng 10.000 thư từ độc giả gửi đến tòa soạn. Tổng Biên tập Đinh Văn Nam phải viết bản kiểm điểm vào ngày 28 tháng 3. Ngày 30 tháng 3 cùng năm, sau khi có những ý kiến trái chiều, Lê Đức Thọ và thư ký Lưu Văn Lợi đã dành một buổi sáng để trao đổi với Tổng Biên tập Đinh Văn Nam và nhà báo Lê Văn Ba, Lê Văn Thọ kết luận "để thêm một thời gian nữa, nếu có gì không tốt thì rút kinh nghiệm. Bài thơ tốt thì tờ báo có công!". Người đọc gửi 12.000 thư đến tòa soạn chỉ trong tám ngày, báo Tiền Phong thành lập "Ban Những việc cần làm ngay" để tìm hiểu các sự việc tiêu cực theo phản ánh trong các thư.
Để dung hòa bớt căng thẳng, ban biên tập báo Tiền Phong đã phải đi xin lỗi để phản ứng của một số Bí thư Tỉnh ủy dịu xuống. Việt Nam thời điểm khi đó chưa bước vào Đổi Mới, tư tưởng chống tiêu cực trực diện của báo đã gây sốc và gây tranh luận dữ dội trong thời gian dài. Báo Tiền Phong bị gây khó khăn, nhưng vẫn tiếp tục xuất bản các bài viết chống tiêu cực như "Lảng tránh hay kiên quyết đấu tranh", "Tệ cửa quyền và thái độ của tuổi trẻ", "Một vụ kỷ luật vi phạm đạo lý, pháp luật". Báo Tiền Phong đã tạo chuyên mục "Nếu tôi là lãnh đạo" vào thời điểm đó, nhằm thúc đẩy dân chủ hóa xã hội và đóng góp ý kiến người dân đến chính phủ Việt Nam. Cựu Tổng Biên tập báo Tiền Phong Dương Xuân Nam cho biết tấm ảnh chụp chung của bản thân, Phạm Thị Xuân Khải, Lê Văn Ba, Đinh Văn Nam vào năm 1990 có tên là "những người sống sót bởi dám sống". Sau 20 năm, trước khi Đại hội Đảng Cộng sản Việt Nam X diễn ra, báo Tiền Phong đã đăng tải một loạt phóng sự dài sáu kỳ về bài thơ “Mùa xuân nhớ Bác”. Ngày 15 tháng 4 năm 2006, báo Tiền Phong và nhà xuất bản Thông Tấn xuất bản sách Bài thơ gây chấn động dư luận & đêm trước đổi mới, nội dung sách tổng hợp lại các phóng sự viết về bài thơ "Mùa xuân nhớ Bác" trên báo Tiền Phong. Ngày 16 tháng 11 năm 2023, nhân dịp kỷ niệm 70 năm ngày thành lập, báo Tiền Phong ca ngợi bài thơ "nhìn trực diện vào sự thật với những khát khao thay đổi".

### Gia đình nhà thơ
Nữ sinh Phạm Thị Xuân Khải tốt nghiệp đại học vào năm 1989 và tiếp tục sống "du mục" [ở nhờ nhà bạn bè, nay nhà người này, mai người khác] tại Hà Nội gần mười năm, sau đó nhập hộ khẩu về Bình Định vào năm 1998. Phạm Thị Xuân Khải từ vị thế được đề cử đi học nhưng sau đó không còn lại gì, lúc này Đổi Mới thành công và các chính khách địa phương bảo thủ thời đó đã nghỉ hưu. Chồng Xuân Khải công tác trong ngành thủy lợi ở tỉnh Bình Định và hiện tại vợ chồng chăm sóc ba con, Phạm Chấn Hưng—bố Phạm Thị Xuân Khải—sức khỏe xuống dốc sau khi vợ mất. Nguyễn Phạm Thiên Thu—con gái thứ hai của Phạm Thị Xuân Khải—học tại Trường Trung học phổ thông chuyên Lê Hồng Phong, Thành phố Hồ Chí Minh, sau đó tốt nghiệp thạc sĩ kinh tế tại Đức. Nguyễn Phạm Kiên Trung—con trai cả của Phạm Thị Xuân Khải—tốt nghiệp đại học và làm việc tại Đoàn Luật sư tỉnh Bình Định. Nguyễn Phạm Việt Nga—con gái út—học Đại học Tổng hợp Hữu nghị các Dân tộc Nga (Российский университет дружбы народов) tại Nga. Năm 2005, Phạm Thị Xuân Khải kể lại câu chuyện liên quan đến bài thơ "Mùa xuân nhớ Bác" cho các con, tác giả bộc bạch "thời điểm ấy không phải ai cũng dám làm, cấp lãnh đạo không phải ai cũng sẵn sàng đồng tình ủng hộ cho việc nói thẳng, nói thật như bây giờ". Tác giả sau này bộc bạch "tuy sinh ra ở miền Nam nhưng những ngày tháng bao cấp tôi cũng có điều kiện sống tại Hà Nội. Cuộc sống khổ cực ấy là giai đoạn mà chúng ta phải chấp nhận. Khi đổi mới dần đến, ai cũng nhận ra rằng tuy đó là sự dại dột nhưng nó cũng giúp ta có những bài học sâu sắc, giúp con người có nghị lực và ý chí vươn lên".
Ngày 18 tháng 3 năm 2006, báo Tiền Phong (phó Tổng Biên tập Lê Xuân Sơn, phó Trưởng ban Cuối tuần Hữu Việt, phóng viên ảnh Hồng Vĩnh) tổ chức gặp mặt giữa Phạm Thị Xuân Khải và Võ Nguyên Giáp tại tư gia số 30 đường Hoàng Diệu ở Hà Nội. Theo lời tác giả, con trai Nguyễn Phạm Kiên Trung năm 2002 ứng cử Đại biểu Quốc hội Việt Nam bị một số chính khách công kích nói "đừng có bỏ phiếu cho cái cậu này, con của phản động đấy" và bị thất cử. Võ Nguyên Giáp tiếp lời "có những lúc thiệt thòi, thậm chí bị đối xử bất công, chèn ép nhưng các cháu nếu có rơi vào hoàn cảnh đó hãy vững tâm, bền chí, hãy là chính mình bởi ở đời không biết thế nào là được, thế nào là mất cả". Năm 2007, tác giả và nhà xuất bản Thông tấn hợp tác phát hành sách Mùa xuân nhớ Bác - Tự sự của tác giả kể về bối cảnh ra đời bài thơ, tâm tư thế hệ thanh niên trong giai đoạn thập niên 1980. Theo phỏng vấn trên Tiền Phong năm 2021, quyền sử dụng đất của gia đình tác giả bị thu hồi, đồng thời tác giả không được tiếp cận bảo hiểm xã hội và bảo hiểm y tế.

### Gia đình tại Hà Tuyên
Tâm đắc khi đọc bài thơ "Mùa xuân nhớ Bác" trên báo Tiền Phong ngày 25 tháng 3 năm 1986, Nguyễn Mạnh Dũng tại tỉnh Tuyên Quang (Hà Tuyên trước đây) sáng tác bài thơ "Gửi em" miêu tả chuyện tiêu cực tại cơ quan. Bài thơ "Gửi em" ban đầu ở dạng văn vần, sau được một số người bạn hiệu đính thêm, người dân tại tỉnh Hà Tuyên thuộc lòng bài thơ. Một thời gian ngắn sau đó, an ninh đến điều tra tại cơ quan tác giả, Phó phòng Tiền tệ và lưu thông ngân hàng Lê Minh Hùng khi đó hứng khởi đọc bốn câu thơ cuối. Chiều ngày 29 tháng 4, công an bắt ông tại nhà với cáo buộc "làm thơ chống phá chế độ", người vợ khi đó động viên "Anh vào đó cứ nói sự thật. Mình không có tội thì không việc gì phải sợ cả." Ông sáng tác bài thơ "Cảm xúc trong tù" trong khoảng 49 ngày tại trại giam, rồi quyết định không động chạm tới thơ sau khi được thả. Khu tập thể khi đó bất bình, nhiều người cho rằng bài thơ "Gửi em" phản ánh hiện thực giống với "Mùa xuân nhớ Bác" và không phải "chống phá". Tỉnh Hà Tuyên tổ chức Đại hội Văn học nghệ thuật vào giữa năm 1986, nhà văn Nguyên Ngọc là khách mời và được mời đọc bài thơ "Gửi em" rồi nhận xét "[bài thơ] rất bình thường và không hề có màu sắc chính trị nào trong đó cả."
Ông được miễn truy tố sau đó và bị xử phạt hạ một bậc lương. Giám đốc cơ quan yêu cầu thừa nhận "viết bài thơ này [Gửi em] với mục đích làm phản", ông thẳng thừng từ chối và khẳng định "chỉ nói những điều tôi trông thấy từ thực tế". Ông bị ép chuyển công tác đến hợp tác xã mua bán của thị xã, sau đó thăng chức cửa hàng trưởng. Ông nghỉ hưu mất sức do hậu chấn tâm lý vào năm 1992, sau đó bị tai biến mạch máu não và mất năm 1997, ông trăng trối "kẻ tham ô, có tội sẽ bị trừng trị chứ không thể nhởn nhơ mãi được". Mười sáu năm sau kể từ khi bài thơ "Gửi em" ra đời, giám đốc bị nhắc trong bài thơ lĩnh án 16 năm tù với tội danh tham ô, những người biết chuyện nói "đó là cái giá phải trả với kẻ đã gây ra sóng gió". Con gái lớn của ông làm tại Chi cục Thuế thị xã Tuyên Quang từ năm 1996, con gái thứ hai tốt nghiệp tại chức Trường Đại học Kinh tế Quốc dân, con trai út làm tại Vị Xuyên thuộc Hà Giang, người vợ làm ở cơ quan cũ và cấp trên là nữ đồng nghiệp cũ của chồng. Phó giám đốc Ngân hàng Nông nghiệp và Phát triển Nông thôn Việt Nam Tuyên Quang Phạm Ngọc Tuấn phân trần "đó là nỗi đau, uất ức của một người có tâm hồn trong sáng". Lê Minh Hùng—làm tại Kho bạc Nhà nước Tuyên Quang hiện tại— tiếp lời "đây là việc cần làm ngay và làm nhanh bởi vì đây là lúc đất nước ta đang nhìn lại thành tựu của 20 năm đổi mới". Nguyễn Thế Hồ—từng làm tại Sở Giao thông Vận tải Tuyên Quang—cho rằng điều này "không chỉ an ủi người đã khuất mà giúp ích cho chính người đang sống".